# Liste des départements de France par altitude

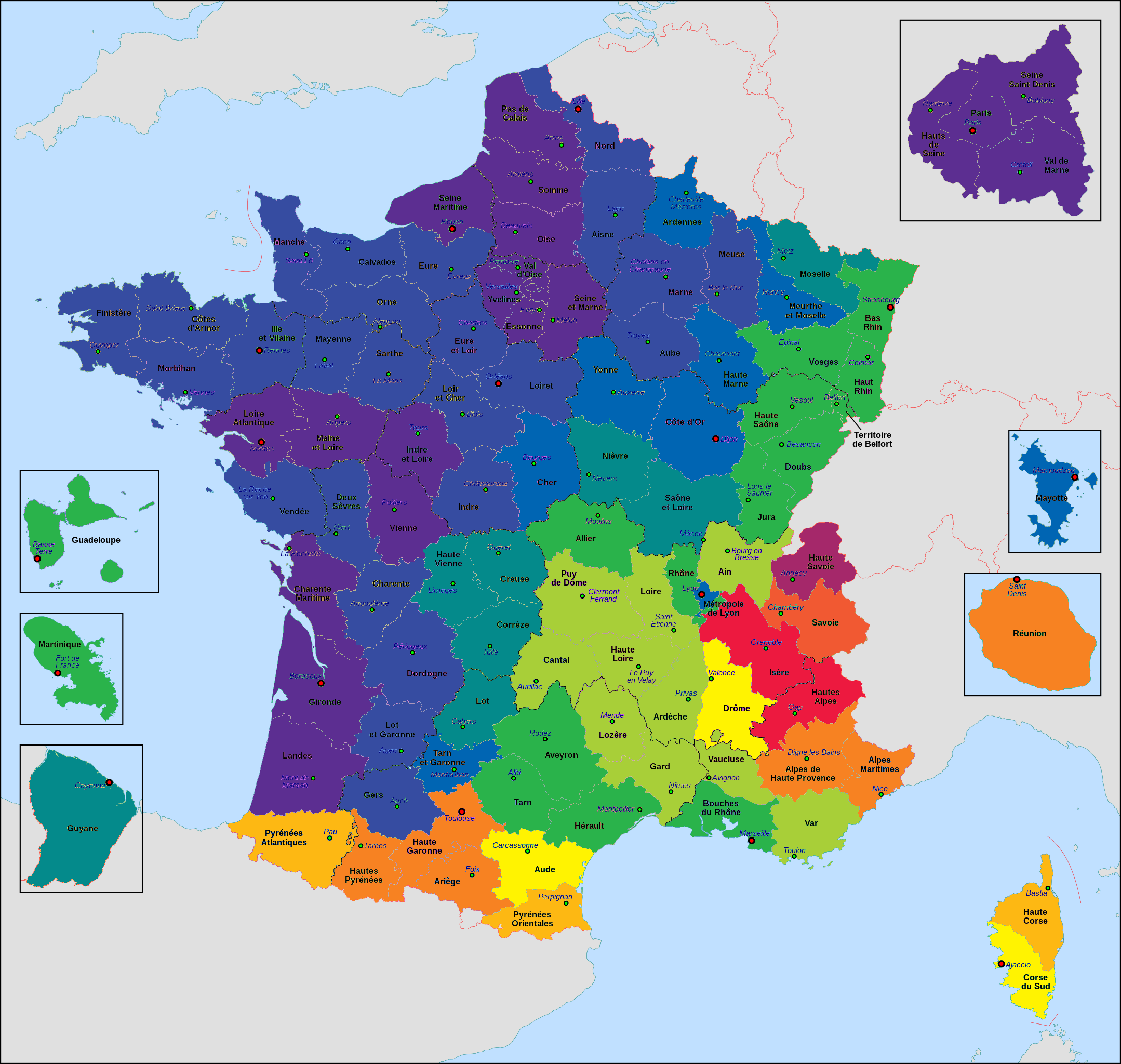
Carte de la France classant les départements selon leur point culminant :
plus de 4 500 mètres ;
entre 4 000 et 4 500 mètres ;
entre 3 500 et 4 000 mètres ;
entre 3 000 et 3 500 mètres ;
entre 2 500 et 3 000 mètres ;
entre 2 000 et 2 500 mètres ;
entre 1 500 et 2 000 mètres ;
entre 1 000 et 1 500 mètres ;
entre 750 et 1 000 mètres ;
entre 500 et 750 mètres ;
entre 250 et 500 mètres ;
moins de 250 mètres.

Cet article recense les départements de France classés par altitude.

## Liste
La liste suivant recense, pour les départements français, les altitudes minimales et maximales. Les données proviennent des publications de l'Institut national de l'information géographique et forestière (IGN), notamment au sein du Répertoire géographique des communes dont la dernière édition publiée est celle du 13 novembre 2014. Les données de l'IGN ne sont pas forcément cohérentes entre elles : selon le Répertoire géographique des communes, par exemple, l'altitude maximale de l'Ain est de 1 704 m ; par contre, sur les cartes de l'IGN, le département atteint 1 720 m au crêt de la Neige.
L'altitude minimale d'un département peut être partagée par plusieurs communes : c'est le cas par exemple pour les départements côtiers, dont l'altitude minimale est tout simplement celle du niveau de la mer. Dans ce cas, seul le nombre de communes concernées est précisé.
| Code | Département             | Point le plus bas | Point le plus bas              | Point culminant | Point culminant                        | Point culminant                     | Point culminant                                                | Point culminant                    |
| Code | Département             | Altitude (m)      | Commune                        | Altitude (m)    | Point culminant                        | Coordonnées                         | Commune                                                        | Image                              |
| ---- | ----------------------- | ----------------- | ------------------------------ | --------------- | -------------------------------------- | ----------------------------------- | -------------------------------------------------------------- | ---------------------------------- |
| 01   | Ain                     | 163               | Reyrieux                       | 1 720,          | Crêt de la Neige                       | 46° 16′ 00″ nord, 5° 56′ 00″ est    | Thoiry                                                         | Le crêt de la Neige.               |
| 02   | Aisne                   | 36                | 4 communes                     | 295             | Bois de Watigny                        | 49° 56′ 00″ nord, 4° 13′ 00″ est    | Watigny                                                        | En attente d'image                 |
| 03   | Allier                  | 158               | 3 communes                     | 1 287           | Puy de Montoncel                       | 45° 55′ 51″ nord, 3° 41′ 38″ est    | Lavoine                                                        | Le puy de Montoncel.               |
| 04   | Alpes-de-Haute-Provence | 256               | Corbières-en-Provence          | 3 410           | Aiguille de Chambeyron                 | 44° 33′ 00″ nord, 6° 52′ 00″ est    | Saint-Paul-sur-Ubaye                                           | L'aiguille de Chambeyron.          |
| 05   | Hautes-Alpes            | 460               | Le Poët                        | 4 102           | Barre des Écrins                       | 44° 55′ 00″ nord, 6° 22′ 00″ est    | Vallouise-Pelvoux                                              | La barre des Écrins                |
| 06   | Alpes-Maritimes         | 0                 | 16 communes                    | 3 120           | Cime du Gélas                          | 44° 07′ 00″ nord, 7° 23′ 00″ est    | Saint-Martin-Vésubie                                           | La cime du Gélas.                  |
| 07   | Ardèche                 | 38                | Saint-Just-d'Ardèche           | 1 753           | Mont Mézenc                            | 44° 55′ 00″ nord, 4° 11′ 00″ est    | Borée                                                          | Le mont Mézenc.                    |
| 08   | Ardennes                | 56                | Brienne-sur-Aisne              | 501             | Bois des Haies                         | 49° 57′ nord, 4° 51′ est            | Les Hautes-Rivières                                            | En attente d'image                 |
| 09   | Ariège                  | 197               | Lézat-sur-Lèze                 | 3 140           | Pique d'Estats                         | 42° 40′ 00″ nord, 1° 24′ 00″ est    | Auzat                                                          | Le Pique d'Estats.                 |
| 10   | Aube                    | 58                | 2 communes                     | 372             | Bois du Mont                           | 48° 09′ nord, 4° 42′ est            | Champignol-lez-Mondeville                                      | En attente d'image                 |
| 11   | Aude                    | 0                 | 12 communes                    | 2 469           | Pic de Madrès                          | 42° 39′ 00″ nord, 2° 11′ 00″ est    | Le Bousquet                                                    | Le pic de Madrès.                  |
| 12   | Aveyron                 | 140               | Salvagnac-Cajarc               | 1 461           | Flanc ouest du signal de Mailhebiau    | 44° 35′ 00″ nord, 3° 03′ 00″ est    | Saint Geniez d'Olt et d'Aubrac                                 | Le signal de Mailhebiau.           |
| 13   | Bouches-du-Rhône        | 0                 | 25 communes                    | 1 041           | Pic de Bertagne                        | 43° 19′ 00″ nord, 5° 41′ 00″ est    | Cuges-les-Pins et Gémenos                                      | Le pic de Bertagne.                |
| 14   | Calvados                | 0                 | 45 communes                    | 361             | Mont Pinçon                            | 48° 58′ 00″ nord, 0° 37′ 00″ ouest  | Le Plessis-Grimoult                                            | Le mont Pinçon.                    |
| 15   | Cantal                  | 180               | Cassaniouze                    | 1 855           | Plomb du Cantal                        | 45° 03′ nord, 2° 45′ est            | Saint-Jacques-des-Blats et Albepierre-Bredons                  | Le Plomb du Cantal.                |
| 16   | Charente                | 2                 | 2 communes                     | 368             | Rocher aux Oiseaux                     | 46° 00′ 48″ nord, 0° 55′ 03″ est    | Montrollet                                                     | Le rocher aux Oiseaux.             |
| 17   | Charente-Maritime       | 0                 | 88 communes                    | 173             | Bois de Chantemerlière                 | 46° 00′ nord, 0° 15′ ouest          | Contré                                                         | En attente d'image                 |
| 18   | Cher                    | 87                | Thénioux                       | 502             | Le Magnoux                             | 46° 26′ 00″ nord, 2° 12′ 00″ est    | Préveranges                                                    | Le Magnoux.                        |
| 19   | Corrèze                 | 82                | Saint-Pantaléon-de-Larche      | 977             | Mont Bessou                            | 45° 34′ 00″ nord, 2° 07′ 00″ est    | Meymac                                                         | Le mont Bessou.                    |
| 2A   | Corse-du-Sud            | 0                 | 34 communes                    | 2 425           | Versant sud de la Maniccia             | 42° 12′ nord, 9° 03′ est            | Guagno                                                         | En attente d'image                 |
| 2B   | Haute-Corse             | 0                 | 67 communes                    | 2 706           | Monte Cinto                            | 42° 23′ 00″ nord, 8° 56′ 00″ est    | Asco et Lozzi                                                  | Le Monte Cinto.                    |
| 21   | Côte-d'Or               | 173               | 2 communes                     | 721             | Mont de Gien                           | 47° 08′ 00″ nord, 4° 07′ 00″ est    | Ménessaire                                                     | En attente d'image                 |
| 22   | Côtes-d'Armor           | 0                 | 55 communes                    | 340             | Mont Bel-Air                           | 48° 19′ 00″ nord, 2° 35′ 00″ ouest  | Trébry                                                         | Le mont Bel-Air.                   |
| 23   | Creuse                  | 197               | Crozant                        | 936             | Puy des Chaires                        | 45° 43′ 00″ nord, 2° 20′ 00″ est    | Saint-Oradoux-de-Chirouze                                      | En attente d'image                 |
| 24   | Dordogne                | 2                 | Lamothe-Montravel              | 491             | Forêt de Vieillecour                   | 45° 34′ 00″ nord, 1° 02′ 00″ est    | Saint-Pierre-de-Frugie                                         | En attente d'image                 |
| 25   | Doubs                   | 198               | 2 communes                     | 1 463           | Mont d'Or                              | 46° 44′ 00″ nord, 6° 21′ 00″ est    | Jougne et Longevilles-Mont-d'Or                                | Le mont d'Or.                      |
| 26   | Drôme                   | 46                | Pierrelatte                    | 2 454           | Rocher Rond                            | 44° 42′ 00″ nord, 5° 50′ 00″ est    | Lus-la-Croix-Haute                                             | Le rocher Rond.                    |
| 27   | Eure                    | 0                 | 11 communes                    | 251             | La Richardière                         | 48° 50′ 00″ nord, 0° 39′ 00″ est    | Juignettes                                                     | En attente d'image                 |
| 28   | Eure-et-Loir            | 52                | 2 communes                     | 286             | Butte de Rougemont                     | 48° 17′ 00″ nord, 0° 56′ 00″ est    | La Gaudaine et Vichères                                        | En attente d'image                 |
| 29   | Finistère               | -2                | Quimper                        | 387             | Roc'h Ruz                              | 48° 24′ 00″ nord, 3° 55′ 00″ ouest  | Plounéour-Ménez                                                | Le Roc'h Ruz.                      |
| 30   | Gard                    | 0                 | 6 communes                     | 1 560           | Mont Aigoual                           | 44° 07′ 00″ nord, 3° 35′ 00″ est    | Valleraugue                                                    | Le mont Aigoual.                   |
| 31   | Haute-Garonne           | 85                | 5 communes                     | 3 222           | Pic Perdiguère                         | 42° 41′ 00″ nord, 0° 31′ 00″ est    | Oô                                                             | Le pic Perdiguère.                 |
| 32   | Gers                    | 57                | 2 communes                     | 386             | Tuco                                   | 43° 19′ 00″ nord, 0° 36′ 00″ est    | Mont-d'Astarac                                                 | En attente d'image                 |
| 33   | Gironde                 | 0                 | 50 communes                    | 167             | Colline de Samazeuil                   | 44° 24′ 00″ nord, 0° 01′ 00″ est    | Cours-les-Bains                                                | En attente d'image                 |
| 34   | Hérault                 | 0                 | 34 communes                    | 1 152           | Valbonne                               | 43° 40′ 00″ nord, 2° 56′ 00″ est    | Cambon-et-Salvergues                                           | En attente d'image                 |
| 35   | Ille-et-Vilaine         | 0                 | 16 communes                    | 258             | Forêt de Paimpont                      | 48° 02′ 00″ nord, 2° 13′ 00″ ouest  | Paimpont                                                       | En attente d'image                 |
| 36   | Indre                   | 59                | Néons-sur-Creuse               | 467             | Bois de Fonteny                        | 46° 25′ 57″ nord, 1° 55′ 49″ est    | Crevant                                                        | En attente d'image                 |
| 37   | Indre-et-Loire          | 25                | Chouzé-sur-Loire               | 186             | Signal de la Ronde                     | 47° 17′ 00″ nord, 1° 15′ 00″ est    | Céré-la-Ronde                                                  | En attente d'image                 |
| 38   | Isère                   | 134               | Le Péage-de-Roussillon         | 4 088           | Pic Lory                               | 44° 55′ 00″ nord, 6° 21′ 00″ est    | Saint-Christophe-en-Oisans                                     | Le pic Lory.                       |
| 39   | Jura                    | 177               | 2 communes                     | 1 495           | Crêt Pela                              | 46° 25′ 00″ nord, 6° 01′ 00″ est    | Lajoux et Lamoura                                              | Le crêt Pela.                      |
| 40   | Landes                  | 0                 | 20 communes                    | 237             | Nautuc                                 | 43° 33′ 48″ nord, 0° 19′ 05″ ouest  | Lauret                                                         | La colline à la ferme de Nautuc.   |
| 41   | Loir-et-Cher            | 53                | Vallée-de-Ronsard              | 258             | Bois des Vallées                       | 48° 00′ 00″ nord, 1° 07′ 00″ est    | Ruan-sur-Egvonne                                               | En attente d'image                 |
| 42   | Loire                   | 130               | Saint-Pierre-de-Bœuf           | 1 631           | Pierre-sur-Haute                       | 45° 39′ nord, 3° 48′ est            | Sauvain                                                        | Pierre-sur-Haute.                  |
| 43   | Haute-Loire             | 393               | Vézézoux                       | 1 749           | Sommet nord du mont Mézenc             | 44° 55′ 00″ nord, 4° 11′ 00″ est    | Les Estables                                                   | Le mont Mézenc.                    |
| 44   | Loire-Atlantique        | 0                 | 75 communes                    | 119             | Colline de la Bretèche                 | 47° 48′ 00″ nord, 1° 22′ 00″ ouest  | Fercé                                                          | La colline de la Bretèche.         |
| 45   | Loiret                  | 67                | 3 communes                     | 281             | La Maison Rouge                        | 47° 32′ 00″ nord, 2° 42′ 00″ est    | Pierrefitte-ès-Bois                                            | En attente d'image                 |
| 46   | Lot                     | 65                | 4 communes                     | 776             | Signal de Labastide-du-Haut-Mont       | 44° 51′ 00″ nord, 2° 07′ 00″ est    | Labastide-du-Haut-Mont                                         | En attente d'image                 |
| 47   | Lot-et-Garonne          | 12                | 5 communes                     | 284             | Coteau de Bel Air                      | 44° 34′ 00″ nord, 1° 02′ 00″ est    | Sauveterre-la-Lémance                                          | En attente d'image                 |
| 48   | Lozère                  | 194               | Saint-Étienne-Vallée-Française | 1 699           | Sommet de Finiels (Mont Lozère)        | 44° 25′ 00″ nord, 3° 44′ 00″ est    | Mont Lozère et Goulet et Pont de Montvert - Sud Mont Lozère    | Le sommet de Finiels.              |
| 49   | Maine-et-Loire          | 0                 | Trélazé                        | 216             | Colline de la Trottière                | 47° 09′ 00″ nord, 0° 44′ 00″ ouest  | La Tourlandry                                                  | En attente d'image                 |
| 50   | Manche                  | 0                 | 67 communes                    | 367             | Saint-Martin-de-Chaulieu               | 48° 44′ 00″ nord, 0° 52′ 00″ ouest  | Gathemo                                                        | En attente d'image                 |
| 51   | Marne                   | 51                | Cormicy                        | 286             | Mont Sinaï                             | 49° 09′ nord, 4° 09′ est            | Verzy                                                          | Le mont Sinaï.                     |
| 52   | Haute-Marne             | 114               | Longeville-sur-la-Laines       | 523             | Haut de Baissey                        | 47° 47′ 19″ nord, 5° 11′ 26″ est    | Aprey                                                          | En attente d'image                 |
| 53   | Mayenne                 | 19                | 2 communes                     | 416             | Mont des Avaloirs                      | 48° 27′ nord, 0° 09′ ouest          | Pré-en-Pail                                                    | Le mont des Avaloirs.              |
| 54   | Meurthe-et-Moselle      | 171               | 2 communes                     | 730             | Roc du Taurupt                         | 48° 30′ nord, 7° 03′ est            | Bionville                                                      | En attente d'image                 |
| 55   | Meuse                   | 124               | 2 communes                     | 451             | Bois de Vaudeville                     | 48° 27′ 00″ nord, 5° 34′ 00″ est    | Vaudeville-le-Haut                                             | En attente d'image                 |
| 56   | Morbihan                | -1                | 4 communes                     | 301             | Ty Coz                                 | 48° 10′ 29″ nord, 3° 36′ 37″ ouest  | Gourin                                                         | En attente d'image                 |
| 57   | Moselle                 | 145               | 6 communes                     | 986             | Grossmann                              | 48° 34′ 00″ nord, 7° 13′ 00″ est    | Walscheid                                                      | En attente d'image                 |
| 58   | Nièvre                  | 132               | 2 communes                     | 857             | Grand Montarnu                         | 47° 00′ 00″ nord, 4° 02′ 00″ est    | Arleuf                                                         | En attente d'image                 |
| 59   | Nord                    | -4                | Ghyvelde                       | 271             | Bois Saint-Hubert                      | 50° 00′ nord, 4° 09′ est            | Anor                                                           | En attente d'image                 |
| 60   | Oise                    | 22                | Gouvieux                       | 239             | Signal de Courcelles                   | 49° 28′ 07″ nord, 1° 56′ 34″ est    | Savignies                                                      | En attente d'image                 |
| 61   | Orne                    | 46                | Ménil-Hubert-sur-Orne          | 413             | Signal d'Écouves                       | 48° 33′ 00″ nord, 0° 02′ 00″ est    | Fontenai-les-Louvets et Tanville                               | Le signal d'Écouves.               |
| 62   | Pas-de-Calais           | 0                 | 27 communes                    | 211             | Relais de Bullescamps                  | 50° 43′ 00″ nord, 1° 58′ 00″ est    | Alquines, Escœuilles et Quesques                               | En attente d'image                 |
| 63   | Puy-de-Dôme             | 256               | 2 communes                     | 1 886           | Puy de Sancy                           | 45° 32′ 00″ nord, 2° 49′ 00″ est    | Chambon-sur-Lac, Chastreix et Mont-Dore                        | Le puy de Sancy.                   |
| 64   | Pyrénées-Atlantiques    | 0                 | 24 communes                    | 2 973           | Pic Palas                              | 42° 51′ 00″ nord, 0° 19′ 00″ ouest  | Laruns                                                         | Le pic Palas.                      |
| 65   | Hautes-Pyrénées         | 118               | Saint-Lanne                    | 3 298           | Vignemale                              | 42° 47′ 00″ nord, 0° 09′ 00″ ouest  | Cauterets et Gavarnie-Gèdre                                    | Le Vignemale.                      |
| 66   | Pyrénées-Orientales     | 0                 | 16 communes                    | 2 921           | Pic Carlit                             | 42° 34′ 00″ nord, 1° 56′ 00″ est    | Angoustrine-Villeneuve-des-Escaldes                            | Le pic Carlit.                     |
| 67   | Bas-Rhin                | 104               | Lauterbourg                    | 1 098           | Champ du Feu                           | 48° 24′ 00″ nord, 7° 16′ 00″ est    | Bellefosse et Le Hohwald                                       | Le Champ du Feu.                   |
| 68   | Haut-Rhin               | 170               | Saint-Hippolyte                | 1 422           | Grand Ballon                           | 47° 54′ nord, 7° 06′ est            | Geishouse                                                      | Le Grand Ballon.                   |
| 69   | Rhône                   | 143               | Condrieu                       | 1 008           | Mont Saint-Rigaud                      | 46° 13′ 00″ nord, 4° 29′ 00″ est    | Monsols                                                        | Le mont Saint-Rigaud.              |
| 70   | Haute-Saône             | 183               | Broye-Aubigney-Montseugny      | 1 215           | Ballon de Servance                     | 47° 50′ 00″ nord, 6° 48′ 00″ est    | Haut-du-Them-Château-Lambert et Plancher-les-Mines             | Le Ballon de Servance.             |
| 71   | Saône-et-Loire          | 167               | 8 communes                     | 901             | Haut-Folin                             | 47° 00′ 00″ nord, 4° 02′ 00″ est    | Saint-Prix                                                     | Le Haut Folin.                     |
| 72   | Sarthe                  | 20                | Précigné                       | 341             | Forêt de Perseigne                     | 48° 25′ 00″ nord, 0° 17′ 00″ est    | Villaines-la-Carelle                                           | En attente d'image                 |
| 73   | Savoie                  | 207               | Champagneux                    | 3 855           | Grande Casse                           | 45° 25′ 00″ nord, 6° 51′ 00″ est    | Champagny-en-Vanoise, Pralognan-la-Vanoise et Val-Cenis        | La Grande Casse.                   |
| 74   | Haute-Savoie            | 250               | Seyssel                        | 4 806           | Mont Blanc                             | 45° 50′ 00″ nord, 6° 52′ 00″ est    | Chamonix-Mont-Blanc et Saint-Gervais-les-Bains                 | Le mont Blanc.                     |
| 75   | Paris                   | 27                | Paris                          | 130             | Point culminant de Paris               | 48° 52′ 00″ nord, 2° 23′ 00″ est    | Paris                                                          | Le repère à Ménilmontant.          |
| 76   | Seine-Maritime          | 0                 | 62 communes                    | 247             | Moulin de Ronchois                     | 49° 41′ 00″ nord, 1° 39′ 00″ est    | Conteville                                                     | En attente d'image                 |
| 77   | Seine-et-Marne          | 36                | 2 communes                     | 216             | Butte Saint-Georges                    | 48° 54′ nord, 3° 21′ est            | Verdelot                                                       | En attente d'image                 |
| 78   | Yvelines                | 9                 | 2 communes                     | 231             | Colline d'Élancourt                    | 48° 47′ 17″ nord, 1° 58′ 01″ est    | Élancourt                                                      | La colline d'Élancourt.            |
| 79   | Deux-Sèvres             | 0                 | 3 communes                     | 271             | Terrier de Saint-Martin-du-Fouilloux   | 46° 36′ nord, 0° 09′ ouest          | Saint-Martin-du-Fouilloux                                      | En attente d'image                 |
| 80   | Somme                   | 0                 | 6 communes                     | 216             | La Mare à Joncs                        | 49° 46′ 52″ nord, 1° 47′ 35″ est    | Morvillers-Saint-Saturnin                                      | En attente d'image                 |
| 81   | Tarn                    | 93                | Penne                          | 1 267           | Puech de Rascas                        | 43° 41′ 00″ nord, 2° 43′ 00″ est    | Lacaune                                                        | Le Puech de Rascas.                |
| 82   | Tarn-et-Garonne         | 45                | Lamagistère                    | 506             | Pech Maurel                            | 44° 15′ nord, 1° 57′ est            | Castanet                                                       | En attente d'image                 |
| 83   | Var                     | 0                 | 28 communes                    | 1 712           | Montagne de Lachens                    | 43° 45′ 00″ nord, 6° 40′ 00″ est    | Mons                                                           | La montagne de Lachens.            |
| 84   | Vaucluse                | 10                | Avignon                        | 1 911           | Mont Ventoux                           | 44° 10′ 00″ nord, 5° 17′ 00″ est    | Beaumont-du-Ventoux, Bédoin, Brantes et Saint-Léger-du-Ventoux | Le mont Ventoux.                   |
| 85   | Vendée                  | 0                 | 55 communes                    | 290             | Mont Mercure                           | 46° 50′ 00″ nord, 0° 53′ 00″ ouest  | Saint-Michel-Mont-Mercure                                      | En attente d'image                 |
| 86   | Vienne                  | 31                | Morton                         | 232             | Signal de Prun                         | 46° 17′ 00″ nord, 0° 47′ 00″ est    | Adriers                                                        | En attente d'image                 |
| 87   | Haute-Vienne            | 122               | Val-d'Oire-et-Gartempe         | 799             | Puy Lagarde                            | 45° 48′ nord, 1° 53′ est            | Beaumont-du-Lac                                                | Le puy Lagarde.                    |
| 88   | Vosges                  | 227               | Grignoncourt                   | 1 363           | Hohneck                                | 48° 02′ 00″ nord, 7° 01′ 00″ est    | La Bresse                                                      | Le Hohneck.                        |
| 89   | Yonne                   | 52                | Villeneuve-la-Guyard           | 606             | Bois de la Pérouse                     | 47° 19′ 00″ nord, 4° 00′ 00″ est    | Quarré-les-Tombes                                              | En attente d'image                 |
| 90   | Territoire de Belfort   | 324               | Méziré                         | 1 247           | Ballon d'Alsace                        | 47° 49′ 00″ nord, 6° 51′ 00″ est    | Lepuix                                                         | Le Ballon d'Alsace.                |
| 91   | Essonne                 | 30                | Crosne                         | 182             | Chaumusson                             | 48° 39′ 20″ nord, 2° 04′ 49″ est    | Limours                                                        | En attente d'image                 |
| 92   | Hauts-de-Seine          | 21                | Gennevilliers                  | 179             | Forêts de Meudon et Fausses-Reposes    |                                     | Meudon                                                         | En attente d'image                 |
| 93   | Seine-Saint-Denis       | 22                | 3 communes                     | 131             | Plateau de Romainville                 |                                     | Les Lilas                                                      | La place Charles Gaulle aux Lilas. |
| 94   | Val-de-Marne            | 27                | 3 communes                     | 130             | Parc départemental des Hautes-Bruyères |                                     | Villejuif                                                      | Le parc des Hautes-Bruyères.       |
| 95   | Val-d'Oise              | 9                 | Vétheuil                       | 216             | Buttes de Rosne                        | 49° 11′ 00″ nord, 2° 01′ 00″ est    | Haravilliers                                                   | Les buttes de Rosne.               |
| 971  | Guadeloupe              | 0                 | 31 communes                    | 1 467           | Soufrière                              | 16° 02′ 38″ nord, 61° 39′ 48″ ouest | Saint-Claude                                                   | La Soufrière.                      |
| 972  | Martinique              | 0                 | 26 communes                    | 1 395           | Montagne Pelée                         | 14° 48′ 33″ nord, 61° 09′ 55″ ouest | Saint-Pierre                                                   | La montagnePelée.                  |
| 973  | Guyane                  | 0                 | 17 communes                    | 831             | Montagne Bellevue                      | 3° 32′ 35″ nord, 53° 34′ 26″ ouest  | Maripasoula                                                    | En attente d'image                 |
| 974  | La Réunion              | 0                 | 19 communes                    | 3 071           | Piton des Neiges                       | 21° 05′ 56″ sud, 55° 28′ 44″ est    | Cilaos et Salazie                                              | Le piton des Neiges.               |
| 976  | Mayotte                 | 0                 | 16 communes                    | 660             | Mont Bénara                            | 12° 52′ 49″ sud, 45° 09′ 46″ est    | Chirongui                                                      | En attente d'image                 |